# Череватова, Елена Аркадьевна
Еле́на Арка́дьевна Черева́това-Дереве́нко (в девичестве То́марева; 17 марта 1970, Сальск) — украинская гребчиха-байдарочница, выступала за сборную Украины в первой половине 2000-х годов. Бронзовая призёрша летних Олимпийских игр в Афинах, серебряная призёрша чемпионата мира, чемпионка Европы, победительница многих регат национального и международного значения.

## Биография
Родилась 17 марта 1970 года в городе Сальске Ростовской области РСФСР. Активно заниматься греблей начала с раннего детства, проходила подготовку в Виннице в спортивных обществах «Динамо» и «Спартак».
Благодаря череде удачных выступлений попала в основной состав украинской национальной сборной и удостоилась права защищать честь страны на летних Олимпийских играх 2000 года в Сиднее — в программе четвёрок на пятистах метрах дошла до финала и в решающем заезде показала пятый результат, немного не дотянув до призовых позиций. 
Первого серьёзного успеха на взрослом международном уровне добилась в 2003 году, когда побывала на чемпионате мира в американском Гейнсвилле, откуда привезла награду серебряного достоинства, выигранную в зачёте четырёхместных байдарок на дистанции 1000 метров. Год спустя выступила на чемпионате Европы в польской Познани, где одержала победу в четвёрках на пятистах метрах.
Будучи в числе лидеров гребной команды Украины, Череватова благополучно прошла квалификацию на Олимпийские игры 2004 года в Афинах — в составе четырёхместного экипажа, куда также вошли гребчихи Инна Осипенко, Анна Балабанова и Татьяна Семыкина, на пятистах метрах выиграла бронзовую медаль — в финальном заезде её обошли только команды из Германии и Венгрии. Вскоре по окончании этих соревнований приняла решение завершить карьеру профессиональной спортсменки, уступив место в сборной молодым украинским гребчихам.